# Foggia Calcio 2016-2017

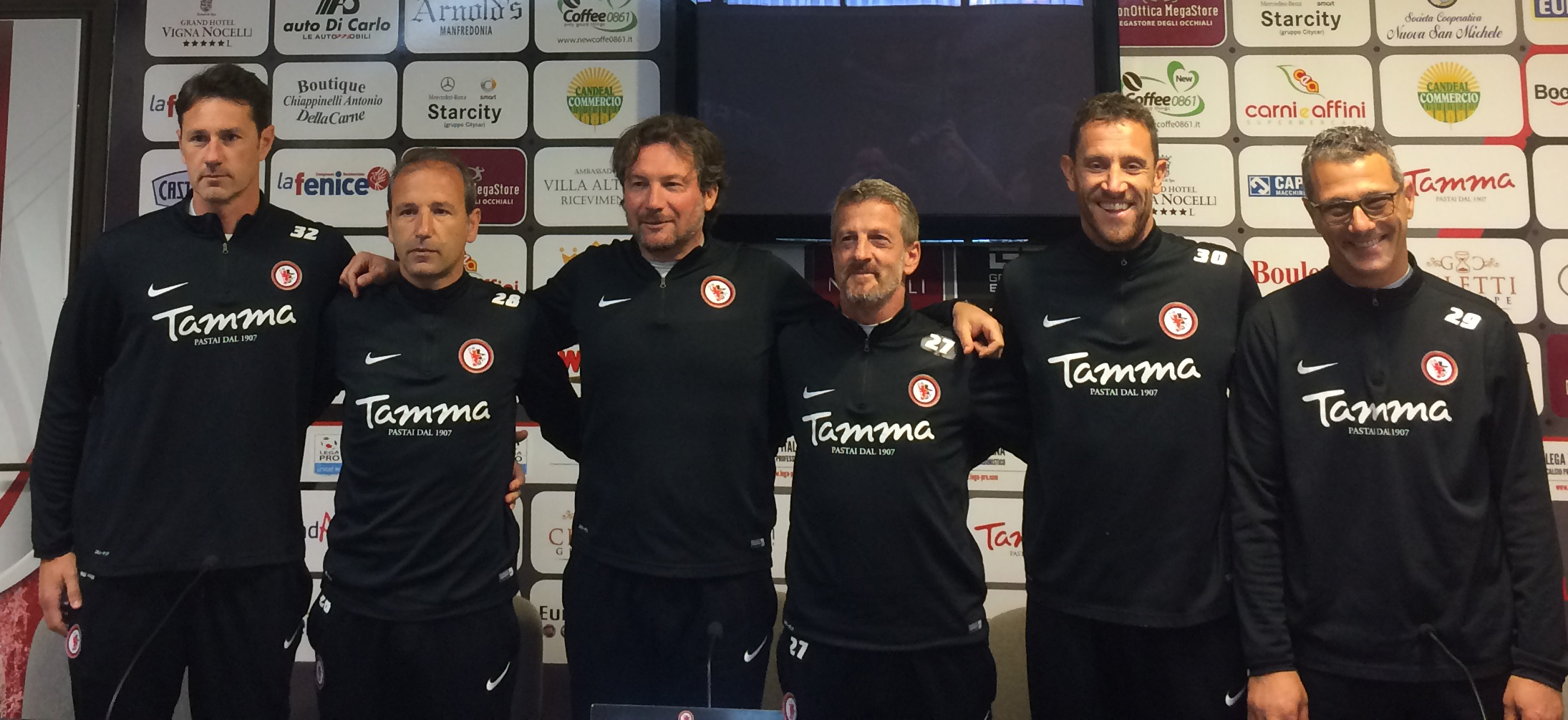
Giovanni Stroppa durante la presentazione con il suo staff

Questa voce raccoglie le informazioni riguardanti il Foggia Calcio nelle competizioni ufficiali della stagione 2016-2017.

## Stagione
Nella stagione 2016-2017 il Foggia ha disputato il quarantunesimo campionato di terza serie della sua storia, vincendo il girone C di Lega Pro con 85 punti, 11 di vantaggio sul Lecce, ottenendo la promozione in Serie B. Nella Coppa Italia Tim Cup i satanelli sono stati eliminati nel secondo turno dal Verona, mentre il 14 agosto seguente, l'allenatore Roberto De Zerbi viene inspiegabilmente esonerato, al suo posto arriva Giovanni Stroppa. Ma forse è stato meglio così, perché con lui il Foggia ritorna in Serie B a distanza di 19 anni, un ritorno meritato e a lungo atteso, cinque anni dopo la rifondazione del 2012. I satanelli hanno chiuso al terzo posto il girone di andata, hanno preso il comando della classifica alla 28ª giornata e non l'hanno più lasciato. Ha espresso anche il miglior marcatore del torneo, con Fabio Mazzeo che ha firmato 21 reti, ne ha segnate 4 anche in Supercoppa. Al termine del campionato infatti il Foggia ha vinto anche la Supercoppa di Lega Pro, per la prima volta nella sua storia, è un torneo che mette di fronte le tre vincitrici dei tre gironi di Lega Pro, un trofeo che si disputa dall'ultima stagione del secolo scorso. Il Foggia ha superato (3-1) la Cremonese e (2-4) il Venezia, alzando il trofeo. Dopo l'eliminazione dalla Coppa Italia la squadra rossonera ha preso parte anche alla Coppa Italia di Lega Pro, giocando tre turni, nel primo ha eliminato (4-1) la Juve Stabia, nei sedicesimi ha superato (4-5) dopo i calci di rigore la Fidelis Andria, negli ottavi è stata eliminata (0-1) dal Matera.

## Divise e sponsor
Lo sponsor tecnico per la stagione 2016-2017 è Nike mentre lo sponsor ufficiale è Tamma. Sul pantalocino "Wuber" e dietro la maglia "GrandApulia".
| Casa | Trasferta | Terza divisa |

## Organigramma societario
Di seguito sono riportati i membri dello staff del Foggia Calcio.
Area direttiva
- Soci: Fedele Sannella, Franco Sannella, Massimo Curci, Nicola Curci
- Presidente: Lucio Fares
- Vicepresidente: Massimo Curci
- Amministratore delegato: Roberto Delli Santi
- Consiglieri: Giancarlo Ursitti, Massimo Curci

Area organizzativa
- Segretario generale: Giuseppe Severo
- Biglietteria e supporter card: Dina Romano
- Supporter Liaison Officier (SLO): Domenico Cataneo

Area comunicazione
- Responsabile: Lino Zingarelli
- Addetto stampa prima squadra: Arianna Amodeo
- Addetto stampa settore giovanile: Flora Bozza
- Fotografo ufficiale: Federico Antonellis
- Referenti area marketing: Enzo Palma, Francesco Ordine

Area tecnica
- Direttore sportivo: Giuseppe Di Bari
- Club Manager: Giuseppe Colucci
- Team manager: Diego Valente
- Allenatore: Roberto De Zerbi, dal 14 agosto 2016 Giovanni Stroppa
- Allenatore in seconda: Giuseppe Brescia
- Collaboratore tecnico: Andrea Guerra
- Allenatore dei portieri: Nicola Dibitonto
- Preparatori atletici: Sergio Mascheroni, Fabio Allevi
- Magazzinieri: Luigi Boscaino, Dario Annecchino

Area sanitaria
- Responsabile staff medico sanitario: Antonio Macchiarola
- Staff medico sanitario: Giovanni Cristinziani
- Fisioterapisti: Andrea Smargiassi

## Rosa
Di seguito è riportata la rosa del Foggia.
| N. |                    | Ruolo | Calciatore              |
| -- | ------------------ | ----- | ----------------------- |
| 1  | Italia (bandiera)  | P     | Enrico Guarna           |
| 2  | Brasile (bandiera) | D     | Ângelo                  |
| 3  | Italia (bandiera)  | D     | Giuseppe Figliomeni     |
| 3  | Italia (bandiera)  | D     | Fabio Tito              |
| 4  | Italia (bandiera)  | C     | Cristian Agnelli        |
| 5  | Italia (bandiera)  | C     | Antonio Vacca           |
| 6  | Italia (bandiera)  | D     | Giuseppe Loiacono       |
| 7  | Italia (bandiera)  | A     | Cosimo Chiricò          |
| 8  | Italia (bandiera)  | C     | Marcello Quinto         |
| 9  | Italia (bandiera)  | A     | Matteo Di Piazza        |
| 9  | Italia (bandiera)  | A     | Antonio Letizia         |
| 10 | Italia (bandiera)  | A     | Vincenzo Sarno          |
| 11 | Spagna (bandiera)  | A     | Miguel Angel Sainz-Maza |
| 12 | Italia (bandiera)  | P     | Rocco Tucci             |
| 13 | Brasile (bandiera) | D     | Alan Empereur           |
| 14 | Italia (bandiera)  | D     | Luca Martinelli         |

| N. |                    | Ruolo | Calciatore           |
| -- | ------------------ | ----- | -------------------- |
| 15 | Italia (bandiera)  | C     | Davide Agazzi        |
| 16 | Italia (bandiera)  | C     | Giuseppe Sicurella   |
| 17 | Italia (bandiera)  | D     | Luigi Dinielli       |
| 18 | Italia (bandiera)  | A     | Stefano Padovan      |
| 18 | Italia (bandiera)  | C     | Francesco Deli       |
| 19 | Italia (bandiera)  | A     | Alessio Viola        |
| 19 | Italia (bandiera)  | A     | Fabio Mazzeo         |
| 20 | Spagna (bandiera)  | C     | Martí Riverola       |
| 20 | Italia (bandiera)  | A     | Luca Pompilio        |
| 21 | Italia (bandiera)  | C     | Tommaso Coletti      |
| 22 | Spagna (bandiera)  | P     | Alejandro Sanchez    |
| 23 | Italia (bandiera)  | D     | Matteo Rubin         |
| 24 | Italia (bandiera)  | C     | Marco Sansone        |
| 24 | Italia (bandiera)  | C     | Gianvincenzo Martino |
| 25 | Italia (bandiera)  | C     | Alberto Gerbo        |
| 30 | Uruguay (bandiera) | C     | Gastón Faber         |

## Calciomercato

### Sessione estiva(dal 01/07 al 31/08)
| Acquisti | Acquisti             | Acquisti          | Acquisti                                          |
| R.       | Nome                 | da                | Modalità                                          |
| -------- | -------------------- | ----------------- | ------------------------------------------------- |
| P        | Enrico Guarna        | Bari              | prestito                                          |
| P        | Stefano Tarolli      | Manfredonia       | fine prestito                                     |
| P        | Rocco Tucci          | Manfredonia       | definitivo                                        |
| P        | Alejandro Sánchez    | Valencia Mestalla | definitivo                                        |
| D        | Luigi Dinielli       | Fondi             | fine prestito                                     |
| D        | Alan Empereur        | Salernitana       | definitivo                                        |
| D        | Luca Martinelli      | Messina           | definitivo                                        |
| D        | Matteo Rubin         | Modena            | definitivo                                        |
| D        | Fabio Tito           | Casertana         | svincolato                                        |
| C        | Davide Agazzi        | Atalanta          | prestito con diritto di riscatto e controriscatto |
| C        | Gianvincenzo Martino | Fondi             | fine prestito                                     |
| C        | Giuseppe Sicurella   | Lumezzane         | fine prestito                                     |
| A        | Antonio Bruno        | Manfredonia       | fine prestito                                     |
| A        | Antonio Letizia      | Reggiana          | prestito biennale con obbligo di riscatto         |
| A        | Fabio Mazzeo         |                   | svincolato                                        |
| A        | Stefano Padovan      | Juventus          | prestito con diritto di riscatto e controriscatto |
| A        | Luca Pompilio        | Manfredonia       | definitivo                                        |

| Cessioni | Cessioni             | Cessioni       | Cessioni      |
| R.       | Nome                 | a              | Modalità      |
| -------- | -------------------- | -------------- | ------------- |
| P        | Gianluca Micale      | Paganese       | svincolato    |
| P        | Antonio Narciso      | Gubbio         | prestito      |
| P        | Stefano Tarolli      | Manfredonia    | prestito      |
| D        | Giuseppe Agostinone  | Piacenza       | definitivo    |
| D        | Roberto De Giosa     | Melfi          | svincolato    |
| D        | Gianluca Di Chiara   | Catanzaro      | fine prestito |
| D        | Guillaume Gigliotti  | Ascoli         | svincolato    |
| D        | Maurizio Lanzaro     |                | rescissione   |
| D        | Fabio Tito           | Fidelis Andria | prestito      |
| C        | Davide Lodesani      | Melfi          | prestito      |
| C        | Gianvincenzo Martino | Melfi          | prestito      |
| A        | Pietro Arcidiacono   | Arezzo         | definitivo    |
| A        | Antonio Bruno        |                | svincolato    |
| A        | Roberto Floriano     | Carrarese      | prestito      |
| A        | Pietro Iemmello      | Spezia         | fine prestito |
| A        | Alessandro Lauriola  | San Severo     | prestito      |
| A        | Luca Pompilio        | Melfi          | prestito      |
| A        | Alessio Viola        | Taranto        | definitivo    |

### Sessione invernale(dal 03/01 al 31/01)
| Acquisti | Acquisti             | Acquisti     | Acquisti      |
| R.       | Nome                 | da           | Modalità      |
| -------- | -------------------- | ------------ | ------------- |
| P        | Antonio Narciso      | Gubbio       | fine prestito |
| D        | Giuseppe Figliomeni  | Trapani      | definitivo    |
| C        | Francesco Deli       | Paganese     | prestito      |
| C        | Gastón Faber         | Danubio      | prestito      |
| C        | Gianvincenzo Martino | Melfi        | fine prestito |
| A        | Matteo Di Piazza     | L.R. Vicenza | definitivo    |
| A        | Alessandro Lauriola  | San Severo   | fine prestito |
| A        | Luca Pompilio        | Melfi        | fine prestito |

| Cessioni | Cessioni            | Cessioni    | Cessioni      |
| R.       | Nome                | a           | Modalità      |
| -------- | ------------------- | ----------- | ------------- |
| P        | Antonio Narciso     | Teramo      | prestito      |
| D        | Vincenzo Di Muro    | Manfredonia | prestito      |
| C        | Marcello Quinto     | Lumezzane   | prestito      |
| C        | Martí Riverola      | Reggiana    | definitivo    |
| C        | Marco Sansone       | Manfredonia | prestito      |
| A        | Alessandro Lauriola | Manfredonia | prestito      |
| A        | Antonio Letizia     | Cosenza     | prestito      |
| A        | Stefano Padovan     | Juventus    | fine prestito |

## Risultati

### Lega Pro

#### Girone di andata
| Arbitro: | Robilotta (Sala Consilina) |

|                              |           |            |
| Sarno 50’ (rig.) Padovan 75’ | Marcatori | 54’ Onescu |

| Arbitro: | Pagliardini (Arezzo) |

|              |           |                         |
| Turati 90+3’ | Marcatori | 16’ Chiricò 88’ Padovan |

| Arbitro: | Mancini (Fermo) |

|                                   |           |  |
| Riverola 41’ Mazzeo 65’ Sarno 78’ | Marcatori |  |

| Arbitro: | Zingarelli (Siena) |

|  |           |           |
|  | Marcatori | 49’ Sarno |

| Arbitro: | Amoroso (Paola) |

|              |           |                |
| Pozzebon 24’ | Marcatori | 6’, 68’ Mazzeo |

| Arbitro: | Prontera (Bologna) |

|                           |           |  |
| Angelo 52’ A. Letizia 65’ | Marcatori |  |

| Arbitro: | Ranaldi (Tivoli) |

|               |           |            |
| Armellino 43’ | Marcatori | 87’ Mazzeo |

| Foggia 9 ottobre 2016, ore 15:00 CEST 8ª giornata | Foggia              | 0 – 0 Porte chiuse | Akragas | Stadio Pino Zaccheria (1 900 spett.)\| Arbitro: \| Schirru (Nichelino) \| |
| Arbitro:                                          | Schirru (Nichelino) |                    |         |                                                                           |

| Arbitro: | Paolini (Ascoli Piceno) |

|                                                     |           |                   |
| Liviero 2’ Ripa 20’ Sandomenico 61’ A. Montalto 65’ | Marcatori | 48’ (rig.) Mazzeo |

| Arbitro: | Giua (Pisa) |

|                                                |           |             |
| Vacca 16’ Rubin 33’ Padovan 74’ Sainz-Maza 94’ | Marcatori | 61’ Montini |

| Lecce 31 ottobre 2016, ore 20:45 CET 11ª giornata | Lecce                    | 0 – 0 referto | Foggia | Stadio Via del Mare (17 254 spett.)\| Arbitro: \| Guccini (Albano Laziale) \| |
| Arbitro:                                          | Guccini (Albano Laziale) |               |        |                                                                               |

| Foggia 6 novembre 2016, ore 15:00 CET 12ª giornata | Foggia            | 0 – 0 | Catania | Stadio Pino Zaccheria (10 626 spett.)\| Arbitro: \| Piscopo (Imperia) \| |
| Arbitro:                                           | Piscopo (Imperia) |       |         |                                                                          |

| Arbitro: | Dionisi (L'Aquila) |

|               |           |          |
| Camilleri 42’ | Marcatori | 5’ Sarno |

| Arbitro: | Valiante (Salerno) |

|           |           |  |
| Sarno 49’ | Marcatori |  |

| Arbitro: | Perotti (Legnano) |

|                |           |                    |
| Sainz-Maza 10’ | Marcatori | 51’ (rig.) Carlini |

| Arbitro: | Paglirdini (Arezzo) |

|                     |           |               |
| Angelo 45+1’ (aut.) | Marcatori | 17’ Sicurella |

| Arbitro: | Cipriani (Empoli) |

|                     |           |                                       |
| Sarno 17’ Gerbo 31’ | Marcatori | 35’ Varone 55’ Calderini 72’ Albadoro |

| Arbitro: | Prontera (Bologna) |

|               |           |                                               |
| C. Foggia 72’ | Marcatori | 61’ (aut.) F. Bruno 86’ Sarno 90+5’ Sicurella |

| Arbitro: | D'Apice (Arezzo) |

|                                      |           |              |
| Loiacono 44’ Sarno 68’ Sicurella 87’ | Marcatori | 35’ Statella |

#### Girone di ritorno
| Arbitro: | Giua (Pisa) |

|         |           |             |
| Aya 81’ | Marcatori | 35’ Agnelli |

| Arbitro: | Robilotta (Sala Consilina) |

|                                    |           |  |
| Coletti 29’ Agnelli 33’ Mazzeo 51’ | Marcatori |  |

| Arbitro: | Pillitteri (Palermo) |

|              |           |                                  |
| L. Manzo 51’ | Marcatori | 22’ Rubin 40’ Mazzeo 60’ Chiricò |

| Arbitro: | Fourneau (Roma) |

|                                                       |           |          |
| Mazzeo 2’ (rig.), 32’ Loiacono 43’ Di Piazza 90’, 92’ | Marcatori | 78’ Idda |

| Arbitro: | Zingarelli (Siena) |

|                                           |           |  |
| Mazzeo 56’ Deli 58’ L. Palumbo 75’ (aut.) | Marcatori |  |

| Arbitro: | Guccini (Albano Laziale) |

|                            |           |  |
| Magnaghi 59’ De Giorgi 83’ | Marcatori |  |

| Arbitro: | Piscopo (Imperia) |

|                                        |           |             |
| Agazzi 20’ Deli 35’ Mattera 40’ (aut.) | Marcatori | 77’ Iannini |

| Arbitro: | Valiante (Salerno) |

|  |           |               |
|  | Marcatori | 88’ Di Piazza |

| Arbitro: | Fourneau (Roma) |

|                   |           |  |
| Mazzeo 58’ (rig.) | Marcatori |  |

| Arbitro: | Perotti (Legnano) |

|  |           |                               |
|  | Marcatori | 10’ Chiricò 40’ (rig.) Mazzeo |

| Arbitro: | Giua (Pisa) |

|                                 |           |  |
| Mazzeo 29’ Coletti 33’ Deli 52’ | Marcatori |  |

| Arbitro: | Amoroso (Paola) |

|  |           |                    |
|  | Marcatori | 49’ (aut.) Drausio |

| Arbitro: | Proietti (Terni) |

|                         |           |               |
| Mazzeo 3’, 51’ Deli 61’ | Marcatori | 81’ Cicerelli |

| Arbitro: | Pillitteri (Palermo) |

|           |           |                          |
| Maita 83’ | Marcatori | 77’ Di Piazza 81’ Mazzeo |

| Arbitro: | Piscopo (Imperia) |

|  |           |                                        |
|  | Marcatori | 45+2’, 62’ (rig.) Mazzeo 48’ Di Piazza |

| Arbitro: | Zanonato (Vicenza) |

|              |           |  |
| Loiacono 56’ | Marcatori |  |

| Arbitro: | Camplone (Pescara) |

|                                 |           |                           |
| Gambino 75’ Albadoro 72’ (rig.) | Marcatori | 43’ Sainz-Maza 74’ Mazzeo |

| Arbitro: | De Remigis (Teramo) |

|                |           |  |
| Martinelli 13’ | Marcatori |  |

| Arbitro: | N. Marini (Trieste) |

|                          |           |                   |
| A. Letizia 32’ Corsi 53’ | Marcatori | 66’, 90+3’ Mazzeo |

### Coppa Italia

#### Primo turno
| Arbitro: | Panarese (Lecce) |

|                              |           |             |
| Chiricò 3’ A. Viola 82’, 88’ | Marcatori | 39’ Santini |

#### Secondo turno
| Arbitro: | Aureliano (Bologna) |

|                    |           |                |
| Luppi 39’ Ganz 78’ | Marcatori | 19’ A. Letizia |

## Supercoppa di Lega Pro
| Arbitro: | Fiorini (Frosinone) |

|                                      |           |                  |
| Mazzeo 53’ (rig.), 68’ (rig.), 90+4’ | Marcatori | 50’ A. Brighenti |

| Arbitro: | Ranaldi (Tivoli) |

|                       |           |                                    |
| Geijo 34’ Domizzi 47’ | Marcatori | 19’, 80’ Deli 29’ Vacca 43’ Mazzeo |

### Coppa Italia di Lega Pro
| Arbitro: | Luciano (Lamezia Terme) |

|                                   |           |          |
| Padovan 18’, 76’ Chiricò 51’, 88’ | Marcatori | 55’ Lisi |

| Arbitro: | Pashuku (Albano Laziale) |

|                                   |                      |                                        |
| Onescu 33’                        | Marcatori            | 72’ Chiricò                            |
| Rada Klaric F. Curcio Fall Annoni | Tiri di rigore 4 – 5 | Angelo Padovan Agazzi Riverola Chiricò |

| Arbitro: | Camplone (Pescara) |

|  |           |              |
|  | Marcatori | 15’ Carretta |

## Statistiche
Statistiche aggiornate al 19 settembre 2016.

### Statistiche di squadra
| Competizione          | Punti            | In casa | In casa | In casa | In casa | In casa | In casa | In trasferta | In trasferta | In trasferta | In trasferta | In trasferta | In trasferta | Totale | Totale | Totale | Totale | Totale | Totale | DR  |    |
| Competizione          | Punti            | G       | V       | N       | P       | Gf      | Gs      | G            | V            | N            | P            | Gf           | Gs           | G      | V      | N      | P      | Gf     | Gs     | DR  |    |
| --------------------- | ---------------- | ------- | ------- | ------- | ------- | ------- | ------- | ------------ | ------------ | ------------ | ------------ | ------------ | ------------ | ------ | ------ | ------ | ------ | ------ | ------ | --- | -- |
| Lega Pro              | 85               | 19      | 15      | 3       | 1       | 41      | 10      | 19           | 10           | 7            | 2            | 27           | 17           | 38     | 25     | 10     | 3      | 70     | 29     | +41 |    |
| Coppa Italia          | secondo turno    | 1       | 1       | 0       | 0       | 3       | 1       | 1            | 0            | 0            | 1            | 1            | 2            | 2      | 1      | 0      | 1      | 4      | 3      | +1  |    |
| Coppa Italia Lega Pro | ottavi di finale |         | 2       | 1       | -       | 1       | 4       | 2            | 1            | -            | 1            | 0            | 1            | 1      | 3      | 1      | 1      | 1      | 5      | 3   | +2 |
| Totale                | 85               | 22      | 17      | 3       | 2       | 48      | 13      | 21           | 10           | 8            | 3            | 29           | 20           | 43     | 27     | 12     | 5      | 79     | 35     | +44 |    |

### Andamento in campionato
| Giornata  | 1 | 2 | 3 | 4 | 5 | 6 | 7 | 8 | 9 | 10 | 11 | 12 | 13 | 14 | 15 | 16 | 17 | 18 | 19 | 20 | 21 | 22 | 23 | 24 | 25 | 26 | 27 | 28 | 29 | 30 | 31 | 32 | 33 | 34 | 35 | 36 | 37 | 38 |
| --------- | - | - | - | - | - | - | - | - | - | -- | -- | -- | -- | -- | -- | -- | -- | -- | -- | -- | -- | -- | -- | -- | -- | -- | -- | -- | -- | -- | -- | -- | -- | -- | -- | -- | -- | -- |
| Luogo     | C | T | C | T | T | C | T | C | T | C  | T  | C  | T  | C  | C  | T  | C  | T  | C  | T  | C  | T  | C  | C  | T  | C  | T  | C  | T  | C  | T  | C  | T  | T  | C  | T  | C  | T  |
| Risultato | V | V | V | V | V | V | N | N | P | V  | N  | N  | N  | V  | N  | N  | P  | V  | V  | N  | V  | V  | V  | V  | P  | V  | V  | V  | V  | V  | V  | V  | V  | V  | V  | N  | V  | N  |
| Posizione | 2 | 2 | 2 | 2 | 1 | 1 | 1 | 1 | 2 | 2  | 3  | 3  | 3  | 4  | 3  | 3  | 4  | 4  | 4  | 4  | 4  | 4  | 3  | 1  | 2  | 2  | 2  | 1  | 1  | 1  | 1  | 1  | 1  | 1  | 1  | 1  | 1  | 1  |

Fonte:  EVOLUZIONE CLASSIFICA LEGA PRO - GIRONE C 16/17, su transfermarkt.it.
Legenda:

Luogo: C = Casa; T = Trasferta. Risultato: V = Vittoria; N = Pareggio; P = Sconfitta.

### Statistiche dei giocatori
Sono in corsivo i calciatori che hanno lasciato la società a stagione in corso.
| Giocatore      | Lega Pro | Lega Pro | Lega Pro    | Lega Pro   | Coppa Italia | Coppa Italia | Coppa Italia | Coppa Italia | Coppa Italia Lega Pro | Coppa Italia Lega Pro | Coppa Italia Lega Pro | Coppa Italia Lega Pro | Totale   | Totale | Totale      | Totale     |
| Giocatore      | Presenze | Reti     | Ammonizioni | Espulsioni | Presenze     | Reti         | Ammonizioni  | Espulsioni   | Presenze              | Reti                  | Ammonizioni           | Espulsioni            | Presenze | Reti   | Ammonizioni | Espulsioni |
| -------------- | -------- | -------- | ----------- | ---------- | ------------ | ------------ | ------------ | ------------ | --------------------- | --------------------- | --------------------- | --------------------- | -------- | ------ | ----------- | ---------- |
| D. Agazzi      | 1        | 0        | 0           | 0          | 2            | 0            | 0            | 0            | -                     | -                     | -                     | -                     | 3        | 0      | 0           | 0          |
| C. Agnelli     | 4        | 0        | 1           | 0          | 2            | 0            | 1            | 0            | -                     | -                     | -                     | -                     | 6        | 0      | 2           | 0          |
| Ângelo         | 5        | 0        | 1           | 0          | 2            | 0            | 0            | 0            | -                     | -                     | -                     | -                     | 7        | 0      | 1           | 0          |
| P. Arcidiacono | -        | -        | -           | -          | 2            | 0            | 0            | 0            | -                     | -                     | -                     | -                     | 2        | 0      | 0           | 0          |
| C. Chiricò     | 5        | 1        | 0           | 0          | 2            | 1            | 1            | 0            | -                     | -                     | -                     | -                     | 7        | 2      | 1           | 0          |
| T. Coletti     | 5        | 0        | 0           | 0          | 1            | 0            | 0            | 0            | -                     | -                     | -                     | -                     | 6        | 0      | 0           | 0          |
| L. Dinielli    | 0        | 0        | 0           | 0          | 0            | 0            | 0            | 0            | -                     | -                     | -                     | -                     | 0        | 0      | 0           | 0          |
| A. Empereur    | 5        | 0        | 0           | 0          | 1            | 0            | 0            | 0            | -                     | -                     | -                     | -                     | 6        | 0      | 0           | 0          |
| A. Gerbo       | 4        | 0        | 1           | 0          | 2            | 0            | 1            | 0            | -                     | -                     | -                     | -                     | 6        | 0      | 2           | 0          |
| E. Guarna      | 5        | -3       | 1           | 0          | 2            | -3           | 0            | 0            | -                     | -                     | -                     | -                     | 7        | -6     | 1           | 0          |
| A. Letizia     | 3        | 0        | 1           | 0          | 2            | 1            | 0            | 0            | -                     | -                     | -                     | -                     | 5        | 1      | 1           | 0          |
| G. Loiacono    | 1        | 0        | 0           | 0          | 0            | 0            | 0            | 0            | -                     | -                     | -                     | -                     | 1        | 0      | 0           | 0          |
| L. Martinelli  | 0        | 0        | 0           | 0          | 2            | 0            | 0            | 0            | -                     | -                     | -                     | -                     | 2        | 0      | 0           | 0          |
| F. Mazzeo      | 3        | 3        | 1           | 0          | -            | -            | -            | -            | -                     | -                     | -                     | -                     | 3        | 3      | 1           | 0          |
| S. Padovan     | 5        | 2        | 0           | 0          | 0            | 0            | 0            | 0            | -                     | -                     | -                     | -                     | 5        | 2      | 0           | 0          |
| M. Quinto      | 3        | 0        | 0           | 0          | 1            | 0            | 0            | 0            | -                     | -                     | -                     | -                     | 4        | 0      | 0           | 0          |
| M. Riverola    | 4        | 1        | 3           | 0          | 2            | 0            | 0            | 0            | -                     | -                     | -                     | -                     | 6        | 1      | 3           | 0          |
| M. Rubin       | 5        | 0        | 0           | 0          | -            | -            | -            | -            | -                     | -                     | -                     | -                     | 5        | 0      | 0           | 0          |
| M. Saint-Maza  | 2        | 0        | 0           | 0          | -            | -            | -            | -            | -                     | -                     | -                     | -                     | 2        | 0      | 0           | 0          |
| A. Sánchez     | 0        | -0       | 0           | 0          | -            | -            | -            | -            | -                     | -                     | -                     | -                     | 0        | -0     | 0           | 0          |
| M. Sansone     | 0        | 0        | 0           | 0          | -            | -            | -            | -            | -                     | -                     | -                     | -                     | 0        | 0      | 0           | 0          |
| V. Sarno       | 5        | 3        | 0           | 0          | 1            | 0            | 0            | 0            | -                     | -                     | -                     | -                     | 6        | 3      | 0           | 0          |
| G. Sicurella   | 1        | 0        | 0           | 0          | 0            | 0            | 0            | 0            | -                     | -                     | -                     | -                     | 1        | 0      | 0           | 0          |
| F. Tito        | 0        | 0        | 0           | 0          | 2            | 0            | 2            | 0            | -                     | -                     | -                     | -                     | 2        | 0      | 2           | 0          |
| R. Tucci       | -        | -        | -           | -          | -            | -            | -            | -            | -                     | -                     | -                     | -                     | -        | -      | -           | -          |
| A. Vacca       | 4        | 0        | 1           | 0          | -            | -            | -            | -            | -                     | -                     | -                     | -                     | 4        | 0      | 1           | 0          |
| A. Viola       | 0        | 0        | 0           | 0          | 2            | 2            | 0            | 0            | -                     | -                     | -                     | -                     | 2        | 2      | 0           | 0          |